# تاريخ جمهورية الكونغو

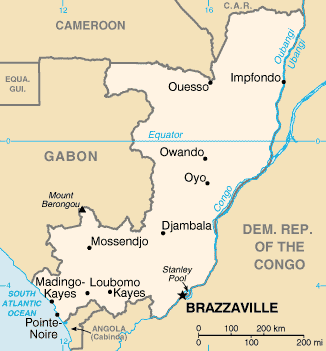
جمهورية الكونغو نحو عام 2000

اتسم تاريخ جمهورية الكونغو بتنوع الحضارات: السكان الأصليون، والفرنسيون، وما بعد الاستقلال.

## البانتوس والبيغمي
كان شعب البامبوتي أوائل السكان الذين يشكّلون جمهورية الكونغو حاليًا. ارتبط شعب البامبوتي بقبائل البيغمي التي حلت محل ثقافة العصر الحجري خاصتها تدريجيًا قبائلُ البانتو القادمة من شمال مناطق جمهورية الكونغو الديمقراطية الحالية قبل نحو ألفي سنة، ما أدخل ثقافة العصر الحديدي إلى المنطقة. كانت قبيلة البانتو الرئيسية التي تعيش في المنطقة هي الكونغو، المعروفة أيضًا باسم الباكونغو، التي أسست معظم الممالك الضعيفة وغير المستقرة على طول مصب نهر الكونغو وشماله وجنوبه. إن عاصمة هذه المملكة الكونغولية «مبانزه كونغو» التي عمّدها البرتغاليون لاحقًا ليصبح اسمها ساو سالفادور، هي مدينة في شمال أنغولا بالقرب من الحدود مع جمهورية الكونغو الديمقراطية.
حكموا من العاصمة إمبراطوريةً امتدت إلى أجزاء كبيرة من أنغولا الحالية، وجمهورية الكونغو، وجمهورية الكونغو الديمقراطية، وحكموا الدول الخاضعة القريبة، غالبًا عبر تعيين أبناء ملوك الكونغو لرئاسة هذه الدول. ضمت ست مقاطعات تُسمّى مبيبا، وسويو، ومبابا، ومباتا، ونسوندي، ومبانغو، مع وجود مملكة لوانغو في الشمال ومملكة مبوندو في الجنوب بصفتهما دولتين خاضعتين. يحدّها نهر الكوانغو من الشرق، وهو أحد روافد نهر الكونغو. تراوح عدد سكان المملكة ما بين ثلاثة إلى أربعة ملايين نسمة ككل وبمساحة تبلغ نحو ثلاثمئة كيلومتر مربع. وفقًا للتقاليد الشفوية، تأسست في عام 1400 تقريبًا حين غزا الملك لوكيني لوا نيمي مملكة كابونغا وأسّس مبانزه كونغو عاصمةً لها.

## الاستكشاف البرتغالي

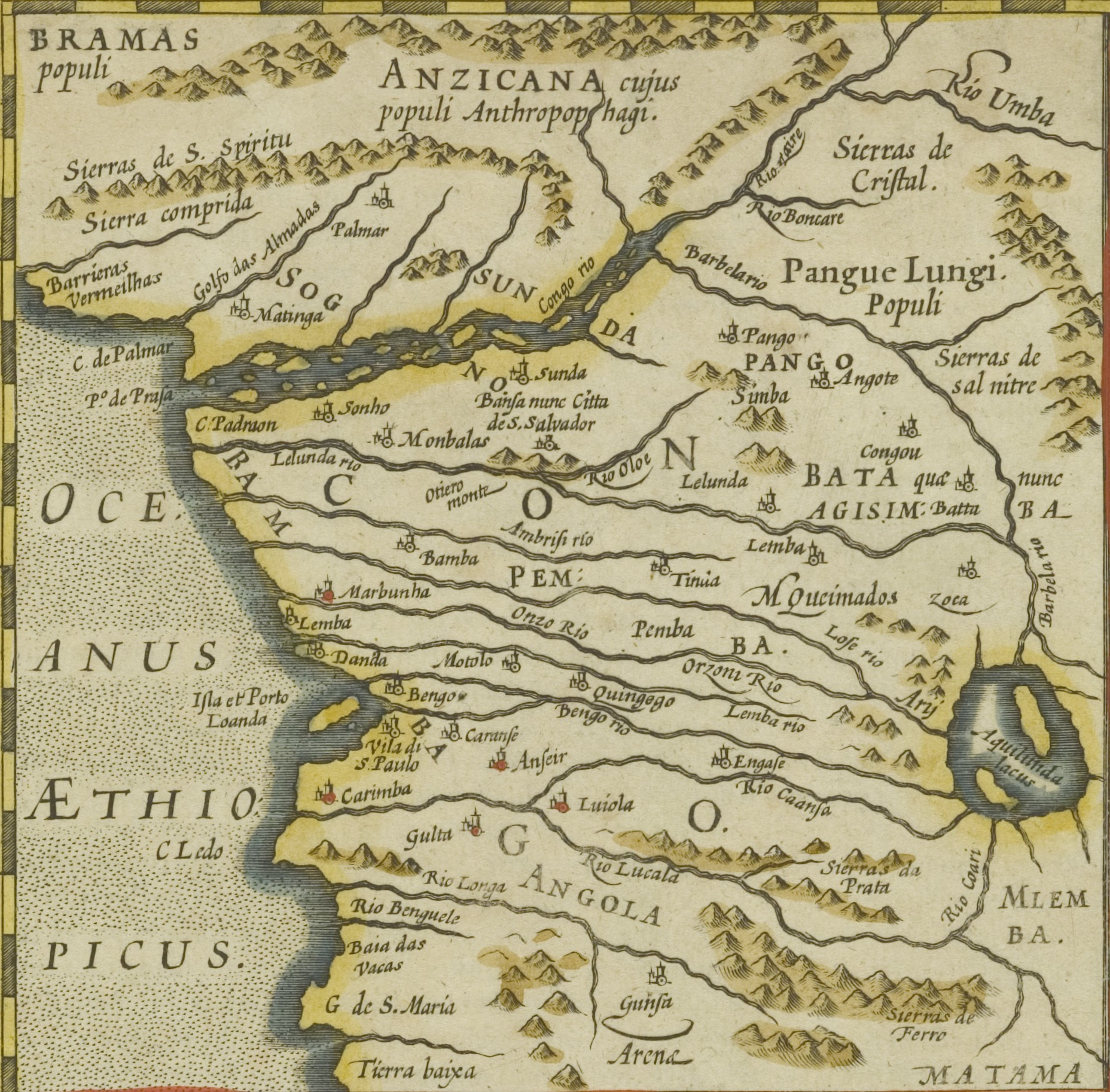
منطقة الكونغو مع بداية الاحتكاك مع الحضارة الأوروبية

تعرضت ثقافة العصر الحديدي الأفريقية هذه لضغط شديد مع وصول الأوروبيين الأوائل، وهم المستكشفون البرتغاليون في هذه الحالة. سعى ملك البرتغال جواو الثاني إلى كسر السيطرة الفينيسية والعثمانية على التجارة مع الشرق، وذلك بتنظيم سلسلة من الحملات جنوبًا على طول الساحل الأفريقي بهدف إقامة اتصال مباشر مع آسيا. في فترة 1482-1483، اكتشف الكابتن ديوغو كاو مصب نهر الكونغو حين كان يبحر جنوبًا في نهر الكونغو غير المكتشف، وأصبح أول أوروبي يواجه مملكة الكونغو.
كانت العلاقات في البداية محدودة، واعتُبرت مفيدة للجانبين. أدى اعتناق المسيحية بسهولة من قبل النبلاء المحليين إلى معمودية الملك نزينغا آ نكواو في الثالث من مايو عام 1491 ليكون الملك الكونغولي المسيحي الأول «جواو الأول». خلفه ابنه نزينغا مبيبا بعد وفاته في عام 1506، الذي حكم باعتباره الملك أفونسو الأول حتى عام 1534. اكتسبت المسيحية في عهده موطئ قدم قوي في البلاد. بُنيت العديد من الكنائس في مبانزه، ومنها كاتدرائية كولومبيمبي الأكثر إثارة للإعجاب (شُيدت بين عامي 1491و 1534). كان ملكا البرتغال والكونغو متساويَين من الناحية النظرية، وتبادلا الرسائل على هذا النحو. أقامت الكونغو في مرحلة ما علاقات دبلوماسية مع الفاتيكان، وعُيّن البابا قسًا محليَا أسقفًا للمنطقة.

## الثورات
كانت النتيجة سلسلة من الثورات ضد الحكم البرتغالي، وأهمها معركة مبويلا والثورة التي قادتها كيمبا فيتا (تشيمبا فيتا). كانت معركة مبويلا (أو معركة أمبويلا أو معركة أولانغا) نتيجة صراع بين البرتغاليين، بقيادة الحاكم أندريه فيدال دو نيغريروس، والملك الكونغولي أنطونيو الأول في ما يتعلق بحقوق التعدين. رفض الكونغوليون إعطاء البرتغاليين حقوقًا إقليمية إضافية وكان البرتغاليون غاضبين بسبب دعم الكونغوليين للغزوات الهولندية السابقة للمنطقة. قاتل ما 20,000 كونغولي تقريبًا في معركة في 25 أكتوبر عام 1665 ضد البرتغاليين، الذين فازوا بالمعركة بفضل الموت المبكر لملك الكونغو أفونسو الأول خلال المعركة.
كانت ثورة كيمبا فيتا محاولة أخرى لاستعادة الاستقلال من البرتغاليين. نشأت كيمبا فيتا نشأة كاثوليكية وعُمدت باسم دونا بياتريس في عام 1684 تقريبًا، ولكونها تقية جدًا، أصبحت راهبة ترى رؤى حول القديس أنطونيو اللشبوني، يأمرها بإعادة مملكة الكونغو إلى مجدها السابق. بإحداثها الحركة النبوية الأنطونية، تدخلت تدخلًا مباشرًا في الحرب الأهلية بين الأعضاء الثلاثة من طبقة النبلاء المحلية المطالبين بالعرش الكونغولي؛ جواو الثاني، وبيدرو الرابع، وبيدرو كيبينغا. انحازت في ذلك ضد بيدرو الرابع، باعتباره المفضل لدى البرتغاليين. لم تدم ثورتها التي استولت فيها على العاصمة مبانزه كونغو طويلًا، إذ قبضت عليها قوات بيدرو الرابع وأُدينت لكونها ساحرة ومهرطقة تحت أوامر من الرهبان الكبوشيين البرتغاليين، ولذلك فقد أُحرقت حتى الموت. يعتبرها الكثيرون النسخة الأفريقية من جان دارك ورمزًا مبكرًا للمقاومة الأفريقية ضد الاستعمار، لأنها أُحرقت حية في محرقة بسبب صراحتها.

## تفكك الكونغو

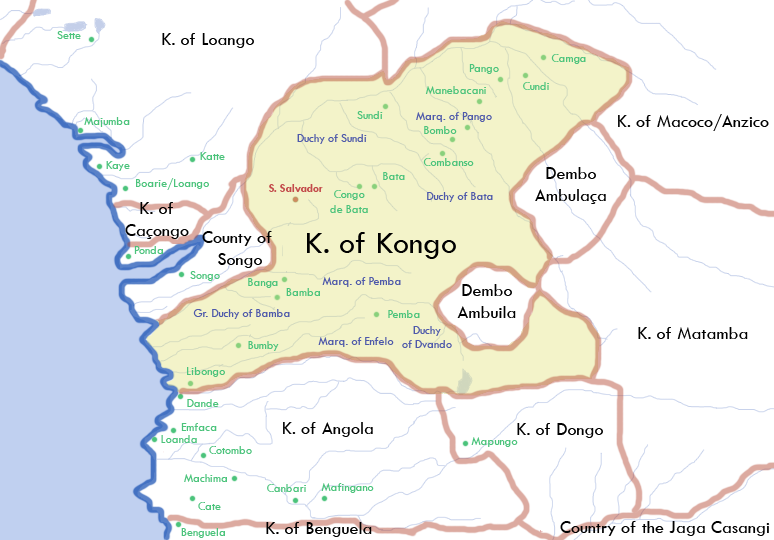
مملكة كونغو نحو عام 1700

حصلت مملكة لوانغو الواقعة شمالًا على استقلالها عن الكونغو نتيجة لكل هذه الحروب. ظهرت ممالك جديدة كانت أهمها مملكة تيكيه، التي حكمت مساحة كبيرة شملت ما يُعرف حاليًا ببرازافيل وكينشاسا. عانى موقف البرتغال في أوروبا تغيرًا كبيرًا في عام 1580، حين اتحدت مملكتا إسبانيا والبرتغال باتحاد شخصي تحت قيادة الملك فيليب، ما أدى إلى تأسيس الاتحاد الإيبيري الذي استمر حتى عام 1640. أدى ذلك إلى تضاؤل دور البرتغال في العلاقات الأفريقية، بما في ذلك المنطقة المحيطة بمصب نهر الكونغو. قُلّصت مملكة الكونغو إلى مقاطعة صغيرة في شمال أنغولا مع موافقة الملك بيدرو الخامس في عام 1888 أخيرًا على أن تصبح تابعة للبرتغاليين. ألغى البرتغاليون المملكة بعد ثورة الكونغوليين في عام 1914.

## الحكم الفرنسي

### التدافع على المواد الخام
شهدت الفترة التي سبقت مؤتمر برلين المعني بأفريقيا تدافع القوى الأوروبية الكبرى لتعزيز سيطرتها على القارة الأفريقية. أدى بزوغ فجر الرأسمالية في أوروبا الغربية وما ترتب عليه من تصنيع إلى نمو سريع في الطلب على المواد الخام الأفريقية كالمطاط، وزيت النخيل، والقطن. ولأن من يملكون هذه المواد الخام قد ينمو اقتصادهم بقوة ومن لا يملكها سيخسر، حدث تدافع جديد مكثف على أفريقيا.
كان نهر الكونغو بموجب ذلك هدفًا رئيسيًا لهذا الغزو الجديد من قبل أمم أوروبا. حارب الفرنسيون، وليوبولد الثاني ملك بلجيكا، والبرتغاليون، بالتعاون الوثيق مع البريطانيين، من أجل السيطرة على هذه المنطقة. أدى ذلك إلى تقسيم مصب نهر الكونغو بين البرتغاليين، الذين حصلوا على مقاطعة كابيندا شمال نهر الكونغو الواقعة على ساحل المحيط الأطلسي، واستولى الفرنسيون على منطقة كبيرة شمال النهر، ولم ينل الملك ليوبولد الثاني سوى موطئ قدم صغير عند مصب نهر الكونغو، لكنه حصل على المناطق النائية الكبيرة، المعروفة حاليًا بجمهورية الكونغو الديموقراطية (زائير سابقًا). حصل ليوبولد الثاني بموجب ذلك على السيطرة من خلال الجمعية الدولية الأفريقية ولاحقًا الجمعية الدولية الكونغولية، اللتين سُميتا المنظمات الخيرية، وقد وظّف المستكشف البريطاني هنري مورتون ستانلي لإقامة سلطته. أسفر ذلك عن إنشاء دولة الكونغو الحرة، وهي الإمبراطورية الخاصة لليوبولد الثاني. في 15 نوفمبر عام 1908، ضمّ البرلمان البلجيكي المستعمرة، لفقدان مصداقية حكم ليوبولد الثاني للكونغو.

### بيير سافورنيا دو برازا
وصل إلى الضفة الشمالية من النهر المستكشفُ الفرنسي بيير سافورنيا دو برازا، الذي وُلد في المدينة الإيطالية روما في عام 1852. بصفته ضابطَ بحرية فرنسيًا، رفض العمل لصالح الجمعية الدولية الأفريقية، وبدلًا من ذلك ساعد الفرنسيين في غزوهم للمنطقة الواقعة شمال نهر الكونغو. مسافرًا من ساحل المحيط الأطلسي في الغابون الحالية عبر نهرَي أوغوي ولفيني، وصل إلى مملكة تيكيه في عام 1880، حيث وقع في 10 سبتمبر عام 1880 معاهدة مع الملك ماكوكو لفرض السيطرة الفرنسية على المنطقة، وجعل عاصمته بعد ذلك بوقت قصير في القرية الصغيرة المسمّاة مفوا، التي أُطلق عليها لاحقًا اسمم برازافيل.

### بسط السيطرة

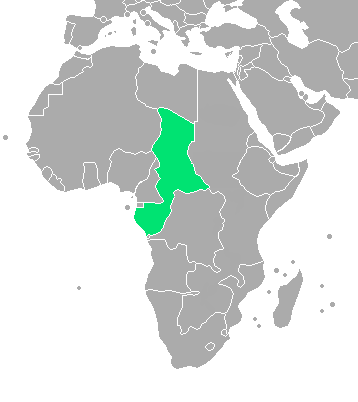
حدود أفريقيا الاستوائية الفرنسية نحو عام 1910. (كانت الكاميرون ما تزال مستعمرة ألمانية آنذاك)

كان من الصعب فرض السيطرة الفرنسية. حاول ليوبولد الثاني ملك بلجيكا أيضًا أن ينال موطئ قدم في الضفة الشمالية لنهر الكونغو وأرسل ستانلي إلى المنطقة المحيطة ببرازافيل. أعقب ذلك سلسلة من الثورات ضد الفرنسيين، وكانت ثورة باهانغالا بقيادة مابيالا ما نغانغا أول الثورات المهمة؛ بدأت في عام 1892 بقتل الحاكم الفرنسي لافال، وانتهت في عام 1896 بقتل الفرنسيين زعيمَها. كانت العديد من الثورات نتيجة للسياسة الفرنسية في إساءة معاملة السكان المحليين من خلال استخدام السخرة القاسية. كان السكان المحليون محكومين باستخدام قانون الأهالي القمعي، وهو قانون أدخل العمل القسري، وجعل من غير القانوني للسكان المحليين أن يُعلنوا عن شكاواهم واستبعدهم من جميع الوظائف المهمة.
سمحت الحكومة الفرنسية بإنشاء ما يُسمّى الشركات التساهلية في عام 1889، وذلك للتحايل على أحكام عدم التمييز الاقتصادي لمعاهدة برلين وزيادة الإيرادات المستمدّة من المناطق منخفضة السكان وغير المتقدمة الخاضعة لسيطرتها. أُعطِيت أربعون شركة برأس مال يبلغ 95.5 فرنك تقريبًا حريةَ استغلال موارد المستعمرة في ظل ظروف استغلالية فعلية. أُجِّرت مساحة تبلغ 650,000 ميل مربع من الأراضي، باستثناء بعض المواقع الاستراتيجية كان أغلبها حول نهر الكونغو، باعتبارها تنازلات لمدة ثلاثين عامًا. سادت اعتبارات التكلفة والفائدة العليا، لأن الشركات التي كانت تعاني نقصًا في رأس المال كثيرًا ما كانت تستخدم موظفين و/أو مغامرين غير مؤهلين يعيشون خارج الأرض بينما جردوا امتيازاتهم من جميع الثروات الممكنة. اختفى العاج والمطاط تقريبًا من المناطق النائية؛ هلك السكان الأصليون بسبب العمل القسري الوحشي، والمرض، وسوء الإدارة، وهرب بعضهم إلى المستعمرات المجاورة.
كان الحكم الفرنسي وحشيًا وأدى إلى بضع آلاف من الوفيات. ويُقال إن بناء خط السكك الحديدية الذي يبلغ طوله 511 كم بين برازافيل وبوانت نوار بين عامي 1921 و1934 قد أودى بحياة نحو 23.000 من السكان المحليين والمئات من الأوروبيين. وقُمعت أي مقاومة ضد الحكم الاستعماري الفرنسي بوحشية، وإن كانت صغيرة.
في النهاية، خسرت الحكومة الفرنسية أموالًا أكثر مما كسبته في الإيجارات والضرائب من النظام التساهلي الذي أصبحت المستعمرة معتمدة عليه، وصُدم الرأي العام الفرنسي بتقارير عن الوحشية واسعة النطاق التي أسفر عنها النظام. بحلول عام 1930، أفلست معظم الشركات التساهلية، وتوقفت هذه الممارسة إلى حد كبير. في عام 1911، تم التنازل عن أجزاء من المستعمرة للإمبراطورية الألمانية مقابل اعتراف ألمانيا بحقوق فرنسا في المغرب. لم يدم الحكم الألماني في هذه المناطق سوى خمس سنوات، واستولت فرنسا أخيرًا على الأراضي الكاميرونية الجديدة في عام 1916 بعد هزيمة القوات الألمانية في الكاميرون الألمانية.

### الإدارة الفرنسية
كان أول اسم يُعطى رسميًا للمستعمرة الجديدة في الأول من أغسطس عام 1886 هو مستعمرة الغابون والكونغو. أُعيدت تسميتها في 30 أبريل عام 1891 لتصبح مستعمرة الكونغو الفرنسية، التي تتكون من الغابون والكونغو الوسطى، وهو الاسم الذي أعطاه الفرنسيون للكونغو-برازافيل في ذلك الوقت. أُعيدت تسميتها مجددًا في 15 يناير عام 1910 لتصبح أفريقيا الاستوائية الفرنسية، وشملت هذه المرة تشاد وأوبانغي-شاري، جمهورية أفريقيا الوسطى الحالية. حصلت الكونغو-برازافيل على الحكم الذاتي في 28 نوفمبر عام 1958 ونالت الاستقلال عن فرنسا في 15 أغسطس عام 1960. كانت برازافيل عاصمة جمهورية أفريقيا الوسطى، أمّا الكونغو الوسطى، فقد كانت عاصمتها بوانت نوار.
سرعان ما أصبح الاتحاد متمركزًا في الكونغو الوسطى لوجود الحاكم العام في برازافيل، لذا، بينما كانت كل مستعمرة مستقلةً إلى حد ما نظريًا، عنت مركزية السلطات أن يقدم الحاكم العام معاملة تفضيلية للمنطقة التي يقيم فيها. كان التعليم، والخدمات الصحية، والأنظمة القضائية، والأشغال العامة كلها تحت سيطرة السلطات التي اتخذت من برازافيل مقرًا لها، والتي كان بوسعها أن تهيمن على حكام الأقاليم. زُوّدت الكونغو الوسطى بميناء المياه العميقة الوحيد في الاتحاد في بوانت نوار وبالسكك الحديدية أيضًا. سرعان ما تجاوزت المباني العامة، والمدارس، والمحاكم القانونية، والشركات التجارية، والاتصالات، والخدمات الطبية في برازافيل نظيراتها في أماكن أخرى من الاتحاد. أُجبر السكان من مناطق أكثر هامشية على العمل في الكونغو الوسطى، ووُجّهت الأموال إلى المنطقة في المقام الأول، ما تسبب بشعور كبير بالاستياء. في النهاية، ساهم التوسع الهائل للخدمة المدنية في الكونغو الوسطى في نزوح سكان الريف إلى المدن، وخلق بيروقراطية راسخة وشبكة نقابية أثبتت أنها عبء على استقرار الدولة بعد الاستقلال.
استمرت الحكومة الفرنسية بالحكم من خلال الحاكم العام حتى انتخابات عام 1957، حين وُظّف مفوض سامٍ للجمهورية. بلغ مجموع السكان في عام 1950 في جميع أفريقيا الاستوائية الفرنسية 4,143,922 نسمة، ولم يكن هناك سوى 15,000 شخصًا من غير الأفارقة تقريبًا.